# Саша Симонович
Саша Симонович (на сръбски: Саша Симоновић; на сърбохърватски: Saša Simonović), е сръбски футболист, полузащитник, от 2009 г. играещ за отбора на ОФК Бдин.
Юноша на Раднички Ниш. Играл още за Железник (Белград), Арис (Солун), Обилич (Белград), ПФК Левски (София). Треньор на футболния отбор „Възраждане2020“. 
В България Симонович е играл в отборите на ПФК Левски (София), ПФК Вихрен (Сандански), ПФК Славия (София) и ПФК Локомотив (Мездра). Обявен е за най-добър чужденец в първенството на България за сезон 2002/03. Шампион на България с ПФК Левски (София) за 2002. Три пъти носител на Купата на България за 2002, 2003 и 2005 и на Суперкупата през 2005 отново с ПФК Левски (София). В Европейските клубни турнири има 17 мача и 6 гола с ПФК Левски (София). През 2011 преминава в Бдин Видин, чийто треньор е кум на Симонович. През 2019 г. е назначен за старши треньор на втородивизионния ФК Ботев (Гълъбово). Води отбора на ОФК Беласица Петрич до 24.10.2021.
| Сезон     | Отбор              | Първенство | Мачове | Голове |
| --------- | ------------------ | ---------- | ------ | ------ |
| 2001/2002 | Левски (София)     | А група    | 6      | 3      |
| 2002/2003 | Левски (София)     | А група    | 23     | 6      |
| 2003/2004 | Левски (София)     | А група    | 17     | 3      |
| 2004/2005 | Славия (София)     | А група    | 18     | 2      |
| 2005/2006 | Вихрен (Сандански) | А група    | 20     | 6      |
| 2006/2007 | Славия (София)     | А група    | 24     | 3      |
| 2007/2008 | Славия (София)     | А група    | 23     | 7      |
| 2008/2009 | Локомотив (Мездра) | А група    |        |        |
| 2009/2010 | Левски (София)     | А група    |        |        |